# Tara-Bula (Maulau)
Tara-Bula (Tarabula) ist eine osttimoresische Aldeia im Suco Maulau (Verwaltungsamt Maubisse, Gemeinde Ainaro). 2015 lebten in der Aldeia 52 Menschen.

## Geographie
Tara-Bula liegt im Südosten des Sucos Maulau. Westlich befindet sich die Aldeia Hato-Lete und nördlich die Aldeia Laca-Mali-Cau. Im Südwesten grenzt Tara-Bula an den Suco Edi, im Süden an den Suco Manelobas und im Osten an das Verwaltungsamt Turiscai (Gemeinde Manufahi) mit seinem Suco Manumera. Den Norden von Tara-Bula durchquert die Überlandstraße von Maubisse nach Turiscai. An der Straße liegt im Zentrum der Aldeia der Ort Tara-Bula.